# Hemidactylus angulatus
Espèce
Synonymes
- Hemidactylus brookii haitianus Meerwarth, 1901
- Hemidactylus haitianus Meerwarth, 1901
- Hemidactylus leightoni Boulenger, 1911

Statut de conservation UICN

LC : Préoccupation mineure
Hemidactylus angulatus est une espèce de geckos de la famille des Gekkonidae. C'est le gecko commun africain, celui le plus courant en zone habitée. Par contre, il est moins présent en forêt dense.

## Description brève
H. angulatus possède des tubercules clairs et d’autres sombres. La coloration est presque translucide chez les spécimens des maisons exposés à la lumière, brunâtre avec des dessins sombres en milieu naturel. Cette espèce ne dépasse pas 14 cm (adultes).

## Répartition
Cette espèce se rencontre au Sénégal, en Gambie, en Guinée-Bissau, en Guinée, en Sierra Leone, au Liberia, en Côte d'Ivoire, au Burkina Faso, au Ghana, au Togo, au Bénin, au Nigeria, au Niger, au Cameroun, au Gabon, en Centrafrique, au Soudan du Sud, en Ouganda et en Tanzanie.
Elle a une répartition subsaharienne très large.
Elle a été introduite au Venezuela, en Colombie, à Cuba, à Hispaniola et à Porto Rico.

## Liste des sous-espèces
Selon The Reptile Database (3 octobre 2012) :
- Hemidactylus angulatus angulatus Hallowell, 1854
- Hemidactylus angulatus leightoni Boulenger, 1911

## Publications originales
- Hallowell, 1854 "1852" : Description of new species of Reptilia from western Africa. Proceedings of the Academy of Natural Sciences of Philadelphia, vol. 6, p. 62-65 (texte intégral).
- Boulenger, 1911 : Descriptions of new reptiles from the Andes of South America, preserved in the British Museum. Annals and Magazine of Natural History, ser. 8, vol. 7, n. 37, p. 19-25 (texte intégral).